# 西洛镇 (普格县)
西洛镇，是中华人民共和国四川省凉山彝族自治州普格县下辖的一个乡镇级行政单位。2021年1月12日，撤销孟甘乡、洛乌乡和哈力洛乡，设立西洛镇。以原孟甘乡、原洛乌乡和原哈力洛乡瓦依村4组所属行政区域为西洛镇的行政区域。

## 行政区划
西洛镇下辖以下地区：
洛乌社区、火博村、洛莫村和沙坝村、瓦依村、若地坡西村、补觉村和四甘日村、古里村、博基村和米尔村。